# Aethes margaritifera
Aethes margaritifera es una especie de polilla del género Aethes, categorizada en la tribu Cochylini, de la subfamilia Tortricinae.

## Distribución
Se distribuye por Asia.

## Taxonomía
Fue descrita por Falkovitsh en 1963 y publicada en (Aethes), Zool. Zhurn. Moskva 42: 700.